# Wirlings
Wirlings (mundartlich: Wierlings, Wielings) ist ein Gemeindeteil des Markt Buchenberg im bayerisch-schwäbischen Landkreis Oberallgäu.

## Geographie
Das Kirchdorf liegt circa zwei Kilometer östlich von Buchenberg. Südwestlich des Orts befindet sich der Wirlinger Wald.

## Ortsname
Der Ortsname leitet sich vom mittelhochdeutschen Personennam Wirdinc ab und bedeutet Ansiedlung des Wirding.

## Geschichte
Wirlings wurde erstmals urkundlich um 1360/1370 als Zewirdings (ze Wirdings) mit der Filialkirche erwähnt. Der Reichsbesitz zu Wirlings wurde vor 1333 von Heinrich von Hattenberg an die Herren von Rauns verkauft. 1394 zinsten drei Güter und das Heiligengut im Ort dem Kloster Kempten. Im Jahr 1735 fand die Vereinödung Wirlings' statt.

## Baudenkmäler
- Siehe: Liste der Baudenkmäler in Wirlings